# Enric Vilanova i Cortassa
Enric Vilanova i Cortassa (Perpinyà, 30 de març de 1961) és un advocat i polític nordcatalà. Actualment és membre de la Junta de Govern del Col·legi d'Advocats de la Catalunya Nord, portaveu d'Esquerra Catalunya Nord i president de la federació comarcal d'Esquerra al Rosselló.
Fundà als anys vuitanta l'Associació Catalana d'Estudiants a la Universitat de Perpinyà.
Advocat de professió, especialitzat en dret laboral i dret lingüístic. Ha estat advocat de Pere Bascompte, de l'Ajuntament de Perpinyà en contra del prefecte Bernard Bonnet i d'en Pasqual Tirach, entre d'altres.
A les eleccions municipals de 2001 va ser elegit a Pollestres (Rosselló) on ocupà el càrrec de regidor de cultura, dins una llista independent. L'any 2007 fou candidat d'Esquerra a les eleccions legislatives. A les eleccions municipals de 2008 és el candidat d'ERC i número 4 de la coalició preelectoral Amb l'esquerra, unim els nostres talents per Perpinyà. En 2008 va provocar l'enuig de l'alcalde Joan Pau Alduy per parlar en català al Consell Municipal en dues mocions.